# Дижон-Пренуа
Трасса Дижон-Пренуа (фр. Dijon-Prenois) — гоночная трасса, расположенная в Пренуа (в 15 км северо-западнее Дижона, Франция). Открыта в 1972 году. На этой трассе прошли пять Гран-при Франции (в период с 1974 по 1984 год) и один Гран-при Швейцарии в 1982 году.
Также на трассе проводится этапы Бельгийской серии кузовных автомобилей (BTCS), а в 2009 г. этап ДТМ (вместо трассы в Ле-Мане).

## Конфигурация
Трасса Дижон в первом варианте конфигурации напоминала овал — к длинной прямой старт/финиш Ligne Droite de la Fouine с двух сторон примыкали скоростные повороты с большим радиусом Double-Droite de Villeroy и Courbe de Pounas, соединённые между собой также скоростными поворотами. Длина трассы в этом варианте была всего 3289 м, а пилоты проходили её примерно за минуту со средней скоростью около 200 км/ч.
Уже к следующему Гран-при была достроена петля Parabolique, благодаря которой круг стал длиннее на полкилометра. Трасса стала ещё более скоростной, в 1982 году Ален Прост прошёл квалификационный круг со средней скоростью 222,874 км/ч.
| Версия | Длина (м) | Гран-при                         | Рекорд круга в квалификации |
| Версия | Длина (м) | Гран-при                         | Рекорд круга в гонке        |
| ------ | --------- | -------------------------------- | --------------------------- |
| 1974   | 3 289     | 1 (1974)                         | 58,79 (1974, Ники Лауда)    |
| 1974   | 3 289     | 1 (1974)                         | 1:00,0 (1974, Джоди Шектер) |
| 1977   | 3 800     | 5 (1977, 1979, 1981, 1982, 1984) | 1:01,380 (1982, Ален Прост) |
| 1977   | 3 800     | 5 (1977, 1979, 1981, 1982, 1984) | 1:05,257 (1984, Ален Прост) |

## Победители Гран-при Франции на трассе Дижон-Пренуа
| Сезон | Пилот          | Конструктор | Отчёт |
| ----- | -------------- | ----------- | ----- |
| 1984  | Ники Лауда     | McLaren-TAG | Отчёт |
| 1981  | Ален Прост     | Renault     | Отчёт |
| 1979  | Жан-Пьер Жабуй | Renault     | Отчёт |
| 1977  | Марио Андретти | Lotus-Ford  | Отчёт |
| 1974  | Ронни Петерсон | Lotus-Ford  | Отчёт |

## Победители Гран-при Швейцарии на трассе Дижон-Пренуа
| Сезон | Пилот        | Конструктор   | Отчёт |
| ----- | ------------ | ------------- | ----- |
| 1982  | Кеке Росберг | Williams-Ford | Отчёт |

На этой трассе в 1983-м должен был второй год подряд пройти Гран-при Швейцарии, в качестве девятого этапа чемпионата мира Формулы-1, но французское телевидение отказалось проводить прямой репортаж с гонки, в связи с тем, что спонсоры этапа не смогли найти деньги на оплату трансляции, и запланированное соревнование было отменено.